# Bicknellmusendrossel
Die Bicknellmusendrossel (Catharus bicknelli) auch Bicknelldrossel ist ein mittelgroßer Singvogel aus der Familie der Drosseln. Diese Art wurde von Eugene Pintard Bicknell (1859–1925), einem Hobby-Ornithologen, im späten 19. Jahrhundert in den Catskills entdeckt.

## Merkmale
Die Bicknellmusendrossel ist an der Oberseite oliv-braun gefärbt mit einem leicht rötlichen Schwanz. Die Unterseite ist weiß mit grauen Flanken. Die graubraune Brust weist dunklere Flecken auf. Weitere Merkmale sind die rosa Beine, die grauen Wangen und die grauen Augenringe.
Früher wurde der Vogel zusammen mit der etwas größeren Grauwangendrossel als eine Art betrachtet.

## Vorkommen
Die Bicknellmusendrossel brütet in Nadelwäldern vom südöstlichen Québec bis nach Neuschottland und ins nördliche Neuengland und zieht zum Überwintern auf die westindischen Inseln.

## Verhalten
Die Bicknellmusendrossel sucht am Waldboden nach Insekten, Früchten und Beeren.